# Encefalitis letárgica
La encefalitis letárgica es una forma atípica de encefalitis que causó una epidemia entre 1917 y 1927-28. Se estima que más de un millón de personas contrajeron la enfermedad durante la epidemia que causó directamente más de 500 000 muertes en todo el mundo. Los que sobrevivieron quedaron en un estado de semiinconsciencia del que algunos salieron a finales de los años sesenta por el tratamiento de Oliver Sacks con el fármaco levodopa que se usa para la enfermedad de Parkinson, pero la mejoría duró poco tiempo, como se describe en la película Despertares.
La enfermedad fue descrita por primera vez por el neurólogo griego del Imperio austrohúngaro Constantin von Economo (1876-1931) en 1917, y en España los primeros estudios fueron realizados por los doctores Muñiz y Cándido Jurado, médicos militares destinados en Melilla.

## Síntomas

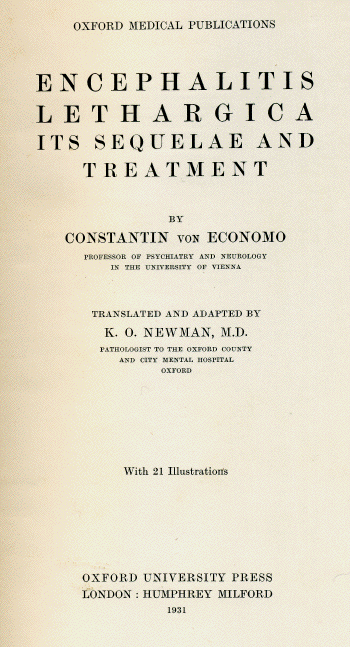
Encefalitis letárgica. Sus secuelas y tratamiento (Constantin von Economo, 1931)

La encefalitis letárgica se caracteriza por alta fiebre, dolor de cabeza y de garganta, visión doble, respuestas físicas y mentales retardadas, inversión del sueño, catatonia y fatiga. En casos agudos, los pacientes pueden entrar en un estado comatoso (mutismo y aquinesia). Los pacientes pueden también experimentar movimientos oculares anormales,  parkinsonismo, debilidad en la parte superior del cuerpo, dolor muscular, temblores, rigidez de cuello, y cambios conductuales, incluida la psicosis.

## Causa
Se desconoce con certeza la causa de la encefalitis letárgica. Investigaciones realizadas en 2004 sugieren que la enfermedad se debe a una reacción autoinmune. Una respuesta absolutamente desproporcionada de nuestro organismo contra una enfermedad, que causa mucho más daño que la enfermedad en sí. Según investigaciones británicas, el origen podría ser una mutación de una bacteria del género estreptococo. Mientras la variante común solo produciría leves molestias de garganta, la mutada provoca una respuesta equívoca del sistema inmune del afectado reaccionando frente al sistema nervioso.

## Tratamiento
En los estadios iniciales de la enfermedad, el tratamiento se centra en la estabilización del paciente, que puede presentar gran dificultad. En la fase inicial los esteroides pueden producir mejoría en algunos pacientes, en otros, sin embargo, la enfermedad avanza progresivamente con evidente daño cerebral y con síntomas parecidos a los de la enfermedad de Parkinson. El tratamiento en la fase avanzada es sintomático. La levodopa y otros fármacos antiparkinsonianos producen a menudo respuestas asombrosas. Un gran número de pacientes tratados en los años sesenta con levodopa tuvieron una mejoría de breve duración.